# 포스포프럭토키네이스-2
포스포프럭토키네이스-2(영어: phosphofructokinase-2, PFK-2) (EC 2.7.1.2) 또는 과당 2,6-비스포스파테이스(영어: fructose 2,6-bisphosphatase, FBPase-2) (EC 3.1.3.46)는 세포에서 해당과정과 포도당신생합성의 속도를 조절하는 데 간접적인 역할을 하는 효소이다. 포스포프럭토키네이스-2는 기질인 과당 6-인산으로부터 생성되는 중요한 알로스테릭 조절 인자인 과당 2,6-이중인산의 형성과 분해를 촉매한다. 과당 2,6-이중인산은 해당과정에서 포스포프럭토키네이스-1을 활성화하고, 포도당신생합성에서 과당 1,6-비스포스파테이스를 억제함으로써 해당과정의 속도 결정 단계를 조절하는데 관여한다. 과당 2,6-이중인산은 해당과정과 포도당신생합성을 차별적으로 조절하기 때문에 서로 반대되는 경로들 사이를 전환시키는 핵심적인 신호로 작용할 수 있다.

## 같이 보기
- 포스포프럭토키네이스-1